# Suède au Concours Eurovision de la chanson 1975
Grâce à la victoire de Waterloo interprétée par ABBA au Concours Eurovision de la chanson 1974, la Suède est le pays hôte du Concours Eurovision de la chanson 1975. Pour sa seizième participation, elle organise une sélection publique, l'émission Melodifestivalen. Le vainqueur est Jennie, Jennie interprétée par Lasse Berghagen.
Une manifestation de 200 000 personnes exprime son opposition à l'organisation du Concours et au mercantilisme de l'industrie musicale. Un concours alternatif est même organisé.

## Sélection

### Melodifestivalen 1975
Sveriges Television (SVT) organise la 15e édition du Melodifestivalen pour sélectionner l'artiste et la chanson qui représenteront la Suède au Concours Eurovision de la chanson 1975. Elle sélection dix chansons. La finale a lieu dans les studios SVT de Göteborg le 15 février 1975, présentée par Karin Falck et est diffusée sur TV1 mais n'est pas diffusée à la radio.
| Position | Artiste                       | Chanson                               | Auteurs-compositeurs                          | Chef d'orchestre   | Points | Place |
| -------- | ----------------------------- | ------------------------------------- | --------------------------------------------- | ------------------ | ------ | ----- |
| 1        | Landslaget                    | Den gamla jukeboxen                   | Lasse Lindbom                                 | Bengt Palmers      | 47     | 1     |
| 2        | Nils-Åke Runesson             | Oh, Juicy                             | Nils-Åke Runesson                             | Lars Samuelson     | 25     | 10    |
| 3        | Ann-Christine Bärnsten        | Ska vi plocka körsbär i min trädgård? | Little Gerhard, Börje Carlsson                | Alain Leroux       | 30     | 9     |
| 4        | Hadar Kronberg avec Glenmarks | Lady Antoinette                       | Hadar Kronberg                                | Bruno Glenmark     | 48     | 6     |
| 5        | Lasse Berghagen               | Jennie, Jennie                        | Lasse Berghagen                               | Lars Samuelson     | 117    | 1     |
| 6        | Ted Gärdestad                 | Rockin' 'n' Reelin'                   | Ted Gärdestad, Kenneth Gärdestad              | Sven-Olof Walldoff | 47     | 7     |
| 7        | Svenne & Lotta                | Bang en boomerang                     | Benny Andersson, Björn Ulvaeus, Stig Anderson | 84                 | 3      |       |
| 8        | Björn Skifs                   | Michelangelo                          | Bengt Palmers, Björn Skifs                    | Bengt Palmers      | 55     | 5     |
| 9        | Göran Fristorp                | Som min vän                           | Göran Fristorp                                | Leif Strand        | 59     | 4     |
| 10       | Gimmicks                      | Sången lär ha vingar                  | Bo Sylvén, Bo Carlgren                        | Lars Samuelson     | 93     | 2     |

### Votes
| Chanson                               | Luleå | Falun | Karlstad | Göteborg | Umeå | Örebro | Norrköping | Malmö | Sundsvall | Växjö | Stockholm | Total |
| ------------------------------------- | ----- | ----- | -------- | -------- | ---- | ------ | ---------- | ----- | --------- | ----- | --------- | ----- |
| Den gamla jukeboxen                   | 4     | -     | 2        | 1        | 18   | 1      | 2          | -     | 7         | 2     | 10        | 47    |
| Oh, Juicy                             | 2     | -     | 1        | -        | 5    | 5      | 1          | 6     | 3         | -     | 2         | 25    |
| Ska vi plocka körsbär i min trädgård? | 1     | 1     | -        | 3        | 4    | 4      | 5          | -     | 3         | -     | 9         | 30    |
| Lady Antoinette                       | 7     | 2     | 7        | -        | 2    | 9      | 12         | 1     | 3         | 1     | 4         | 48    |
| Jennie, Jennie                        | 14    | 18    | 6        | 15       | 4    | 7      | 24         | 3     | 9         | 16    | 1         | 117   |
| Rockin' 'n' Reeling                   | 3     | 7     | 16       | 7        | 1    | -      | 1          | 3     | 3         | 3     | 3         | 47    |
| Bang en boomerang                     | 7     | -     | 8        | 5        | 8    | 16     | 5          | 14    | 1         | 15    | 5         | 84    |
| Michelangelo                          | 4     | 2     | 12       | 12       | 2    | 10     | -          | 6     | 3         | 3     | 1         | 55    |
| Som min vän                           | 4     | 1     | 3        | 5        | 2    | -      | 1          | 3     | 14        | 9     | 17        | 59    |
| Sången lär ha vingar                  | 9     | 24    | -        | 7        | 9    | 3      | 4          | 19    | 9         | 6     | 3         | 93    |

## À l'Eurovision
La chanson est la dix-huitième et avant-dernière de la soirée, suivant Tú volverás interprétée par Sergio y Estíbaliz pour l'Espagne et précédant Era interprétée par Wess et Dori Ghezzi pour l'Italie.
À la fin du vote, la chanson obtient 72 points, se plaçant huitième sur dix-neuf participants.

### Points attribués par l'Irlande
| 12 points | Pays-Bas    |
| 10 points | Irlande     |
| 8 points  | France      |
| 7 points  | Yougoslavie |
| 6 points  | Israël      |
| 5 points  | Royaume-Uni |
| 4 points  | Luxembourg  |
| 3 points  | Finlande    |
| 2 points  | Belgique    |
| 1 point   | Italie      |

### Points attribués à l'Irlande
| 12 points | 10 points | 8 points            | 7 points                            | 6 points                                     |
| --------- | --------- | ------------------- | ----------------------------------- | -------------------------------------------- |
|           |           | - Norvège - Turquie | - France - Luxembourg - Royaume-Uni | - Finlande - Monaco - Portugal - Yougoslavie |
| 5 points  | 4 points  | 3 points            | 2 points                            | 1 point                                      |
| - Espagne |           | - Israël            | - Malte                             | - Suisse                                     |